# Distretto di Remedios
Il distretto di Remedios è un distretto di Panama nella provincia di Chiriquí con 4.052 abitanti al censimento 2010

## Geografia antropica

### Suddivisioni amministrative
Il distretto è suddiviso in cinque comuni (corregimientos):
- Remedios
- El Nancito
- El Porvenir
- El Puerto
- Santa Lucía